# Fernando Ortiz (escultor)
Fernando Ortiz, (Málaga; 1717-Málaga,1771), escultor español y académico de la Real Academia de Bellas Artes de San Fernando (Madrid) desde 1756.

## Biografía
Es el escultor de mayor importancia de la capital malagueña durante el siglo XVIII y a medida que se estudia más a este escultor, está ganando mayor relevancia a nivel nacional, hasta el punto de que es uno de los escultores más importantes del siglo dieciocho en España. Nace en Málaga en 1717 en la calle Madre de Dios situado en el Barrio de la Merced. Su familia era  una familia de artesanos, sin antecedentes familiares vinculados con la creación escultórica. De su infancia y juventud poco se conoce en la documentación histórica de la época.
La formación artística de Fernando Ortiz estuvo vinculada a los talleres de las familias Zayas y Medina en los que adquiere el conocimiento técnico de la imaginería, talla, dorado y policromía y el lenguaje de los recursos expresivos y comunicativos del realismo barroco derivado de Pedro de Mena con las transformaciones e influencias estéticas del siglo XVIII.
Contrajo matrimonio en 1737 con María Josefa, en la Iglesia del Sagrario de la ciudad. Tuvieron un total de 8 hijos, de los cuales tres de sus hijas vistieron hábitos en el Convento de la Purísima Concepción, que se encontraba en la Plaza de la Constitución de Málaga.
El artista inicia la actividad profesional de forma independiente en 1737, tras la hechura de San Juan Evangelista para Tarifa, siendo esta la primera obra documentada de este escultor.
Poco a poco comenzó a adquirir un progresivo reconocimiento, en especial desde el año 1756 con su nombramiento de académico de mérito, por la sección de escultura de la Real Academia de Bellas Artes de San Fernando, y de comisionado por el Palacio Real como experto en materiales pétreos, para la búsqueda e inspección de mármoles de las canteras andaluzas con destino a la construcción y decoración del edificio.

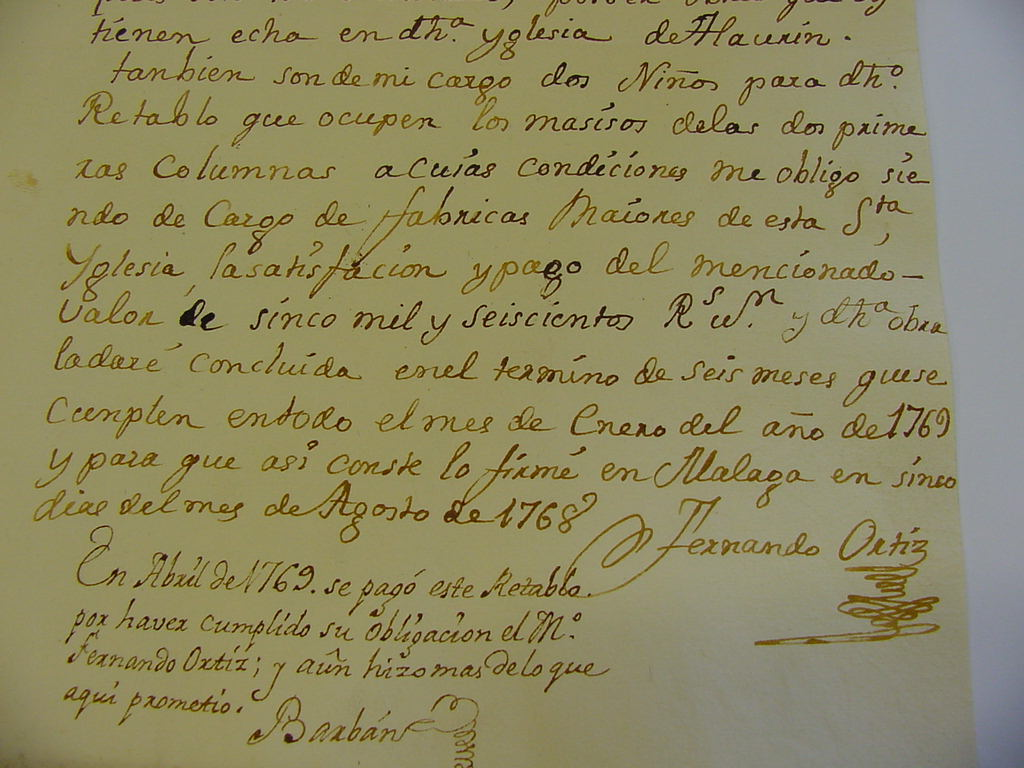
Documento manuscrito de Fernando Ortiz en el que se comprometa a construir un retablo en el altar mayor de Alhaurín de la Torre, imitando al natural según el modelo del retablo de San Rafael que hizo para la Catedral de Málaga.

La escultura de San Francisco de Asís (1738) del Museo Nacional de Escultura de Valladolid, obra que ha estado atribuida a Pedro de Mena hasta su reciente restauración que ha permitido conocer su firma y fecha, supone el inicio de la búsqueda de su personalidad estética. Posteriormente su estilo personal evoluciona hacia unas formas italianizantes a partir de 1756, cuando trabaja temporalmente en Madrid en un relieve con destino al Palacio Real bajo las directrices del escultor Juan Domingo Olivieri. Su estilo italianizante y la barroca composición de sus esculturas se aprecia en el San José de la Catedral de Málaga, en la Inmaculada del Museo del Patrimonio Municipal de Málaga y en el San Sebastián destruido de la iglesia de Teba (Málaga), que había estado atribuido a Nicolás Salzillo.
Sus clientes principales fueron, en el plano privado, los representantes del alto estamento eclesiástico y, en el institucional, la administración diocesana y las hermandades y cofradías.
Su actividad desbordó el límite provincial tallando para capilla de la Divina Pastora de Motril (Granada), antes iglesia de la orden capuchina, la Divina Pastora (1745-47); el relieve que representa a la Filosofía (1756) con destino al Palacio Real, una Virgen Dolorosa en Ceuta, la Virgen de la Merced (1766) de la iglesia de la Merced de Osuna y la Virgen de las Penas Coronada para el Convento de los Capuchinos de Cádiz, cedida en 1947 por el obispado de Cádiz a la Archicofradía de la Palma Coronada.
En su producción artística vinculada a la Semana Santa de Málaga hemos de distinguir las esculturas producidas por el artista con el objetivo plástico de la manifestación procesional y aquellas otras imágenes concebidas para otra función e incorporadas a la actividad procesional en periodos históricos posteriores.
Los escribanos públicos y procuradores le encargaron en 1749 un grupo del Santo Sepulcro con urna y una serie de ángeles y una imagen de la Virgen Dolorosa para su cofradía de Nuestra Señora de las Angustias. Años después talla una imagen (1756) de gran calidad técnica y artística con la representación de Jesus en la Oración en el Huerto. Por esta época talla la cabeza y manos de la Dolorosa de Servitas. Estas imágenes son las únicas realizadas o adaptadas por Ortiz para procesionar en su ciudad.
Otras obras adaptadas a la función procesionar y pertenecientes a la producción de Fernando Ortiz, al margen de las atribuciones existentes en torno a Pedro de Mena, son la antigua imagen de la Virgen de Soledad de la iglesia de San Pablo (1737-56), el Cristo del Amor y la Dolorosa de la Cofradía del Amor (1746-71), la antigua Virgen de la Estrella (1756-71), y la Virgen de Consolación y Lágrimas, antes de sus transformaciones (1756-71).
Otras obras importantes a destacar son la cabeza de San Juan de Dios del Museo de Bellas Artes de Málaga, que había estado atribuido a Pedro de Mena, San Antonio Abad también en dicho museo, la Piedad de mármol de la fachada del Palacio Episcopal malagueño, que fue iniciada por él pero finalizada por Manuel Agustín Valero, y el "Arcángel San Miguel aplastando a Lucifer" perteneciente al Museo de Arte Sacro de Málaga. Participó en el diseño de la imaginería de la catedral malagueña.
En su testamento expresó su deseo de ser enterrado en la Iglesia de Santiago Apóstol de su ciudad, donde se cree que reposan sus restos. Murió en el año 1771.